# Momo Suzuki
Momo Suzuki (2007) è una snowboarder giapponese specializzata in slopestyle e big air.

## Biografia
Attiva in gare FIS dal 2021 e specializzata in big air e slopestyle, Suzuki ha esordito in Coppa del Mondo il 19 ottobre 2024, giungendo 23ª nel big air di Coira vinto dalla connazionale Mari Fukada. Il 5 gennaio 2025 ha ottenuto il suo primo podio nel massimo circuito, chiudendo 3ª nel big air di Klagenfurt vinto dalla britannica Mia Brookes.

## Palmarès

### Mondiali juniores
- 1 medaglia:
  - 1 argento (big air a Livigno/Mottolino 2024)

### Coppa del Mondo
- 2 podio:
  - 2 terzi posti